# Neolophonotus gemsbock
Neolophonotus gemsbock là một loài ruồi trong họ Asilidae. Neolophonotus gemsbock được Bromley miêu tả năm 1936. Loài này phân bố ở vùng nhiệt đới châu Phi.